# Myosotis afropalustris
Myosotis afropalustris è una specie di pianta della famiglia delle Boraginaceae. Possono essere trovate in Sudafrica (Free State, KwaZulu-Natal, Provincia del Capo Orientale) e Lesotho. M. afropalustris non è endemico del Sud Africa.